# Maechidius papuanus
Maechidius papuanus är en skalbaggsart som beskrevs av Moser 1926. Maechidius papuanus ingår i släktet Maechidius och familjen Melolonthidae. Inga underarter finns listade i Catalogue of Life.